# لبنان در ۲۰۱۸
لبنان در (۲۰۱۸) (به انگلیسی: 2018 in Lebanon) رویدادهای سال ۲۰۱۸ در این کشور را شامل می‌شود.

## مقامهای لبنان
- ریاست جمهوری لبنان: میشل عون
- نخست‌وزیر لبنان: سعد حریری

## مناسبت‌ها
۶ مه - تاریخ برنامه انتخابات عمومی لبنان در سال ۲۰۱۸ تعیین شده‌است.

## مرگ
۱۴ مارس - امیلی نصرالله، نویسنده و فعال حقوق زنان (سال ۱۹۳۱).